# 윤창범
윤창범(1962년 ~ )은 KBS 드라마본부의 프로듀서이다.

## 학력
- 중앙대학교 전자계산학과 학사
- 중앙대학교 국제경영대학원 석사과정 수료

## 경력
- KBS 드라마본부 PD
- KBS TV제작본부 드라마운영팀장
- KBS 드라마본부 총괄팀장
- KBS 미디어 제작본부장
- KBS 아트비전 대표이사 사장
- 스튜디오봄 대표이사 사장

## 작품 활동
| 제작년도 | 방송 | 제목                  | 역할         | 비고       |
| -------- | ---- | --------------------- | ------------ | ---------- |
| 1995     | KBS2 | 창공                  | 조연출       | 미니시리즈 |
| 1997     | KBS2 | 아씨                  | 연출         | 주말드라마 |
| 1998     | KBS2 | 전설의 고향'방울소리' | 연출         | 납량특집   |
| 1998     | KBS1 | 은아의 뜰             | 연출         | TV소설     |
| 1999     | KBS2 | 서른 한 살의 첫 키스  | 연출         | 드라마시티 |
| 1999     | KBS1 | 왕과 비               | 연출         | 대하드라마 |
| 2001     | KBS2 | 귀여운 여인           | 연출         | 미니시리즈 |
| 2001     | KBS2 | 명성황후              | 연출         | 대하드라마 |
| 2003     | KBS1 | 무인시대              | 연출         | 대하드라마 |
| 2006     | KBS1 | 서울 1945             | 연출         | 대하드라마 |
| 2008     | KBS1 | 대왕 세종             | 연출         | 대하드라마 |
| 2010     | KBS1 | 근초고왕              | 연출         | 대하드라마 |
| 2013     | KBS2 | 아이리스 2            | 책임프로듀서 |            |
| 2016     | KBS2 | 다시, 첫사랑          | 연출         | 일일드라마 |
| 2018     | KBS2 | 같이 살래요           | 연출         | 주말드라마 |

## 수상 경력
- 2007년 제19회 한국방송프로듀서상 시상식 올해의 PD상 - 《서울 1945》
- 2007년 제34회 한국방송대상 방송예술분야 대상 – 서울1945
- 2007년 제43회 백상예술대상 TV 드라마 부문 작품상
- 2018년 제11회 코리아드라마페스티벌(KDF Awards) 작품상
- 2018년 제12회 미디어어워즈(미디어미래연구소)
- 지상파 방송 콘텐츠 우수상 (드라마 부문 - 같이 살래요 )
- 제52회 휴스턴 국제영화제 은상(TV & PRODUCTIONS) 수상